# 聯合航空585號班機空難
1991年3月3日，聯合航空585號班機從丹佛斯泰布頓國際機場前往科羅拉多泉機場途中，飛機垂直尾翼的方向舵突然轉向右面，然後翻滾，之後直接墜毀，機上乘客和機員全部遇難。

## 經過
當日，聯合航空一架737-200型（機身編號N999UA），載著20名乘客及5名機組人員（當中機長為Harold Green，女副機長為Patricia Eidson，她是聯合航空第一批女機師之一）。飛機獲塔台准許降落於35跑道，於接近降落之際，突然向右傾側，並立即失速翻滾。由於事出突然且接近進場高度不足，機員頓時手足無措，無法作出應變。飛機於10多秒後垂直墜毀於機場跑道四哩外一處空地上，隨即爆炸起火，粉碎性解體，全機25人即時喪生。

## 調查
其後，美國國家運輸安全委員會（NTSB）負責調查此宗事故長達1年9個月。
調查人員一開始是認定機件故障是飛機墜毀的原因。由於飛機突然向右傾側直至墜毀，因此調查人員集中調查是否垂直尾翼的方向舵出了問題。他們取出方向舵內的液壓器（一個改變方向舵的裝置）。可是，裝置內沒有曾經磨損的痕跡；而裝置內的潤滑油亦沒有異樣。調查人員轉而向天氣因素研究，資料題示，飛機在航程中曾遭遇過不穩定的氣流，而當天機場附近亦有強烈的回轉氣流（rotor winds）。可是，這些簡單因素都被認為不足以導致這般嚴重的空難。
其後調查人員又調查是否人為錯誤導致空難。他們聆聽過飛行記錄儀，發覺機員都沒有致命的犯錯。只是當時飛機離地距離不足，機員最後沒法應變這次突發事故。
因此，NTSB公佈的第一份調查報告中（於1992年12月8日公佈），並沒有得出結論。這份報告只說出「NTSB經過徹底的研究，都無法找出決定性證據去證明聯合航空585號班機失事的原因」。往後幾年，這次事故成為了一宗懸案。

## 後續
1994年9月8日，全美航空427號班機也以完全相同的过程坠毁，1997年，胜安航空185号班机空难也以完全类似的过程坠毁。這三起事故讓負責調查的專家想起585號班機空難，於是調查人員決定將這四起空難集中一起調查。最後直至五年後對東風航空517號班機事故進行調查及實驗，證實飛機方向舵的液壓器在經歷極端溫差時，這系統就會被卡住；而在波音公司的工程師檢視測驗資料下更指出方向舵有反轉的可能。

## 紀錄片
空中浩劫第四季第五輯「Hidden Danger」（危機潛伏）有介紹該次事故經過及調查。

## 外部連結
- AirDisaster.Com （页面存档备份，存于）
- 出事的N999UA照片 （页面存档备份，存于）

1. ↑  此空難造成原嚴重說紛紜，此為法院之說法